# Museum für historische Maybach-Fahrzeuge

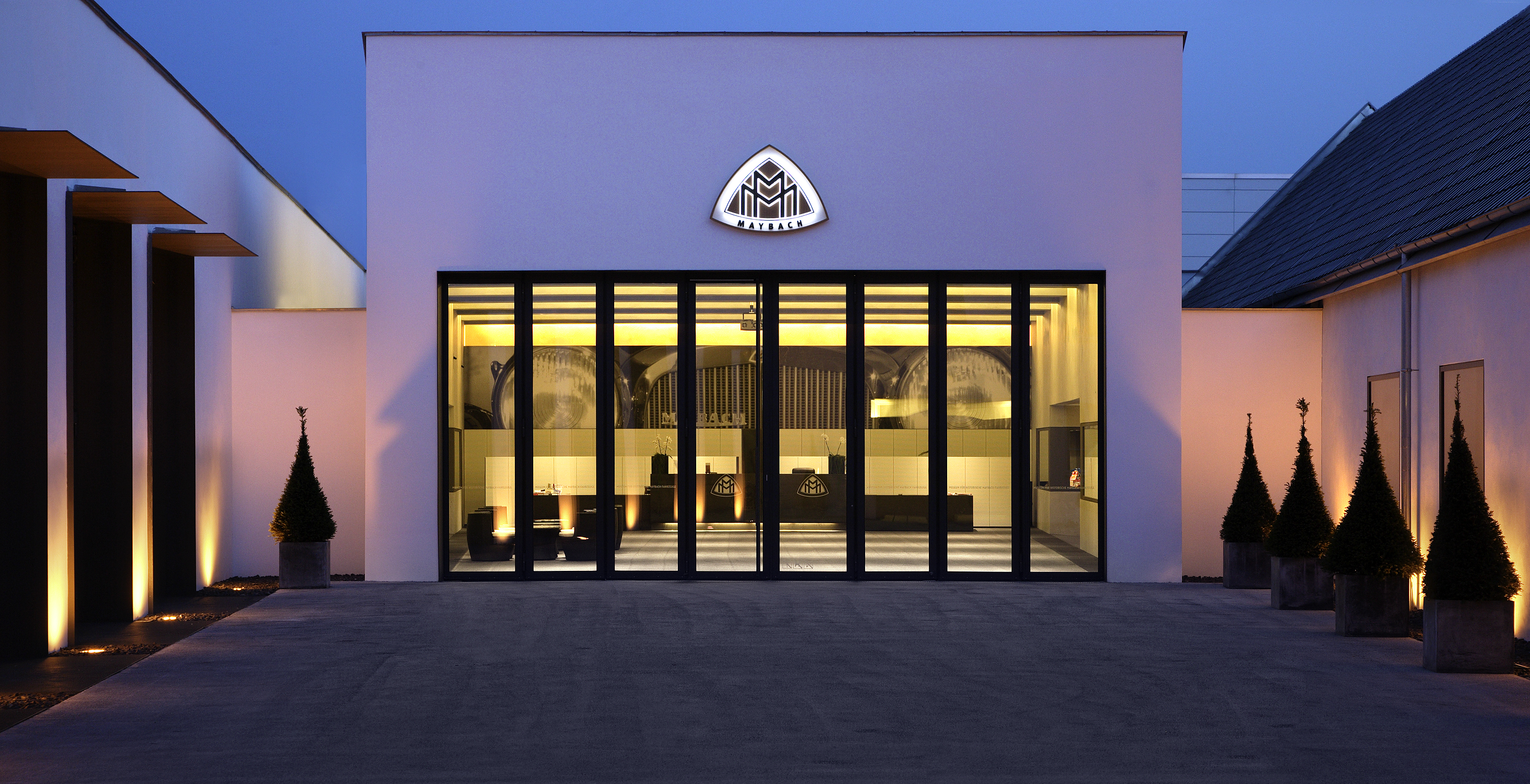
Innenhof des Museums

Das Museum für historische Maybach-Fahrzeuge ist ein Museum in Neumarkt in der Oberpfalz, das sich den Fahrzeugen der Marke Maybach widmet. Neben historischen Automobilen werden auch moderne Modelle der Maybach-Manufaktur sowie teilweise Fahrzeuge von Mercedes-Benz ausgestellt. Alte Gebäude im Industriegebiet in der Holzgartenstraße wurden nach Plänen des Pilsacher Architekturbüros Berschneider + Berschneider zu dem Maybach Museum umgebaut.

## Geschichte
Das Museum für historische Maybach-Fahrzeuge entstand auf Initiative des Neumarkters Helmut Hofmann, der mit 15 Fahrzeugen Besitzer der größten Sammlung historischer Maybachs in privater Hand ist. Das Museum wurde am 31. März 2009 eröffnet. Die offizielle Einweihung fand am 13. Juni 2009 statt.

## Museumsgebäude
Das Museumsgebäude befindet sich in einem ehemaligen Industriegebiet in der Holzgartenstraße südlich der Altstadt. Errichtet wurde es durch die Express Werke, die von 1884 bis 1959 hier Fahrräder und Motorräder produzierten. Nach der Auflösung des Unternehmens wurden Teile des Gebäudes durch wechselnde Firmen und Betriebe genutzt, zeitweise diente es auch als Betriebshof für die Linienbusse der Stadtwerke Neumarkt. Von 2005 bis 2009 wurden die Gebäude nach den Plänen des Pilsacher Architekturbüros Berschneider + Berschneider saniert und umgebaut.
Heute befinden sich im Museum neben den eigentlichen Ausstellungsbereichen verschiedene Seminar- und Konferenzräume mit einer Gesamtgröße von 630 m², ebenso kann das Gebäude auch für Feierlichkeiten und ähnliche Veranstaltungen genutzt werden.

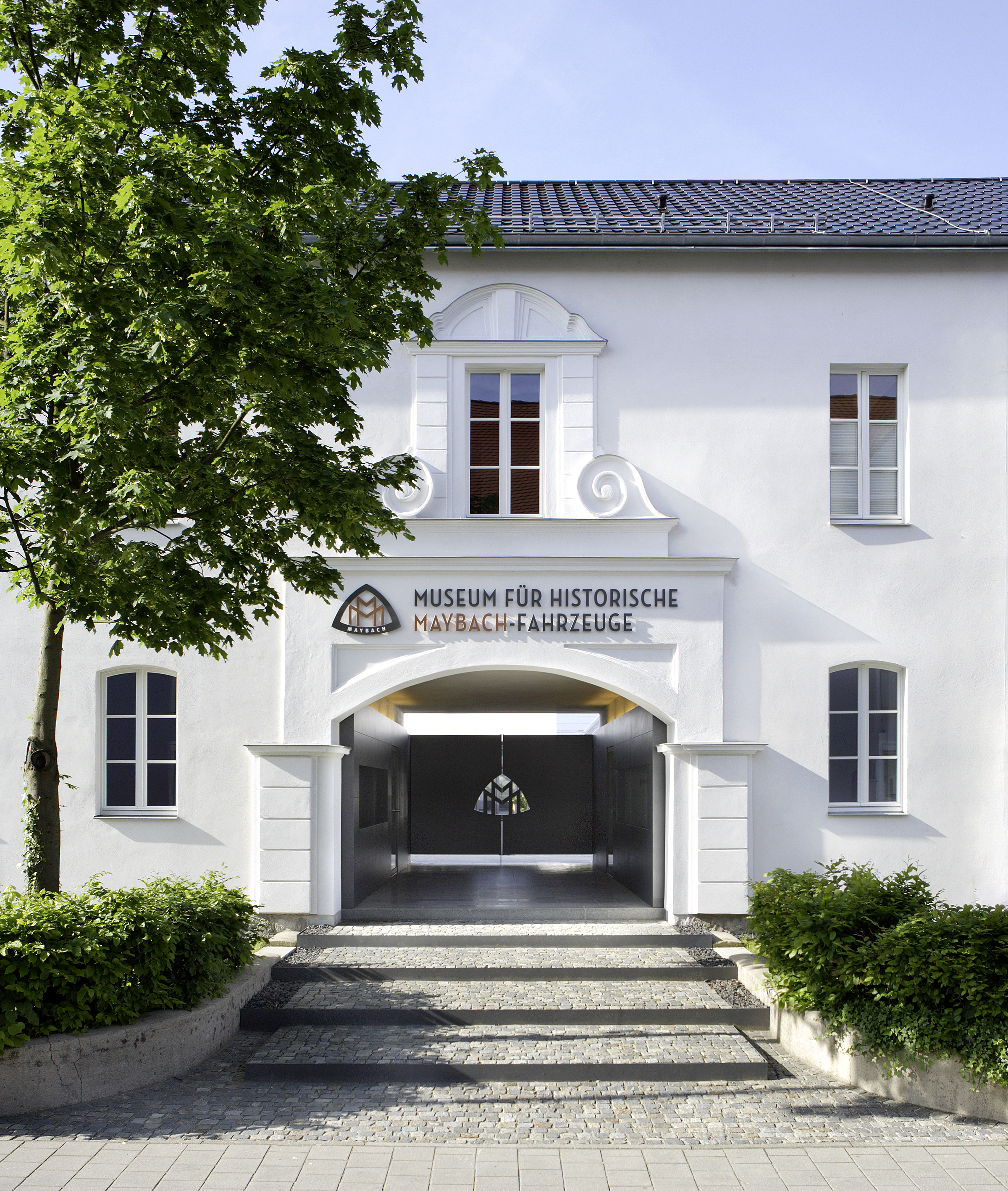
Ehemaliges Werkstor der Express-Werke
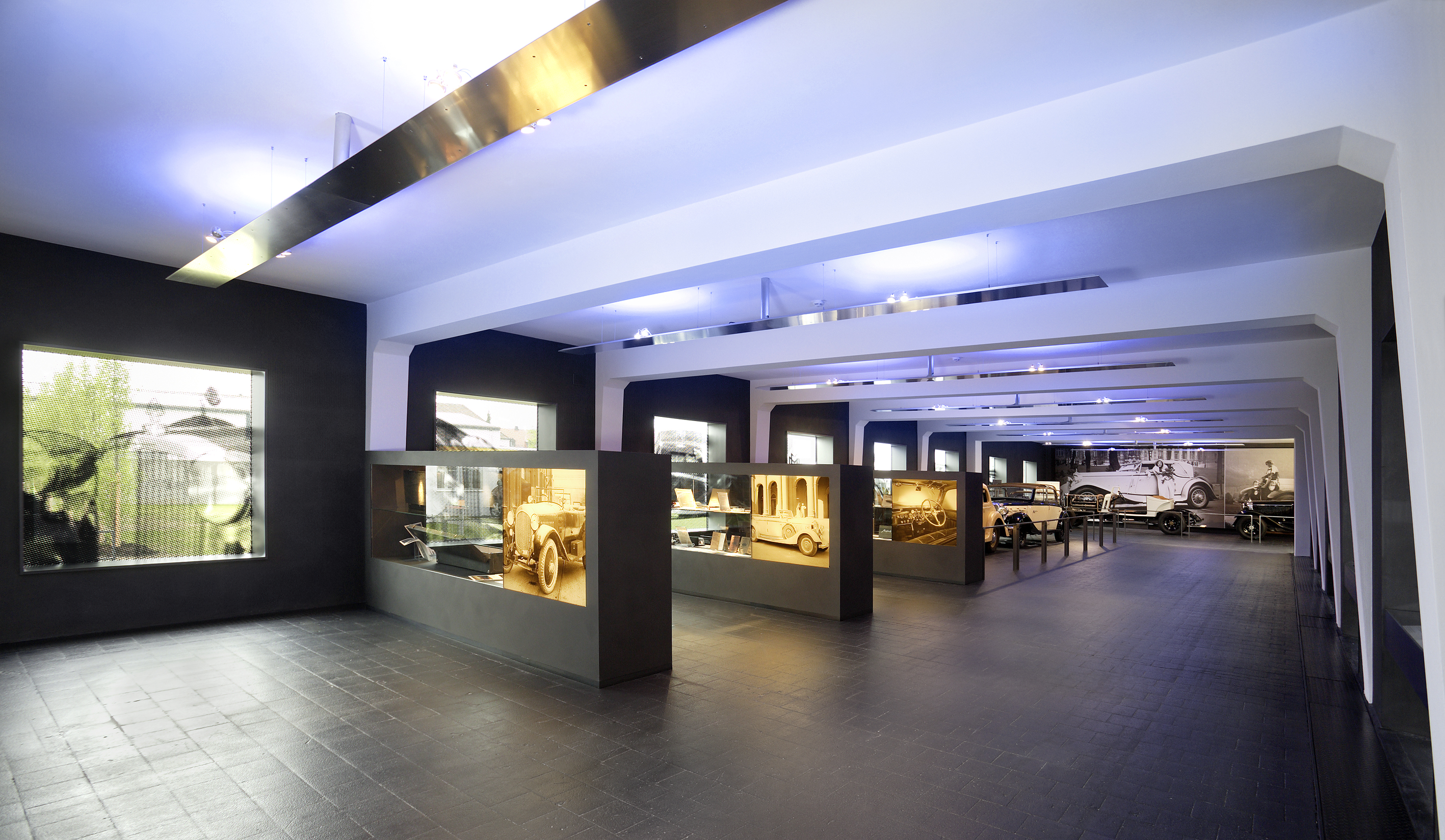
Ausstellungsräume
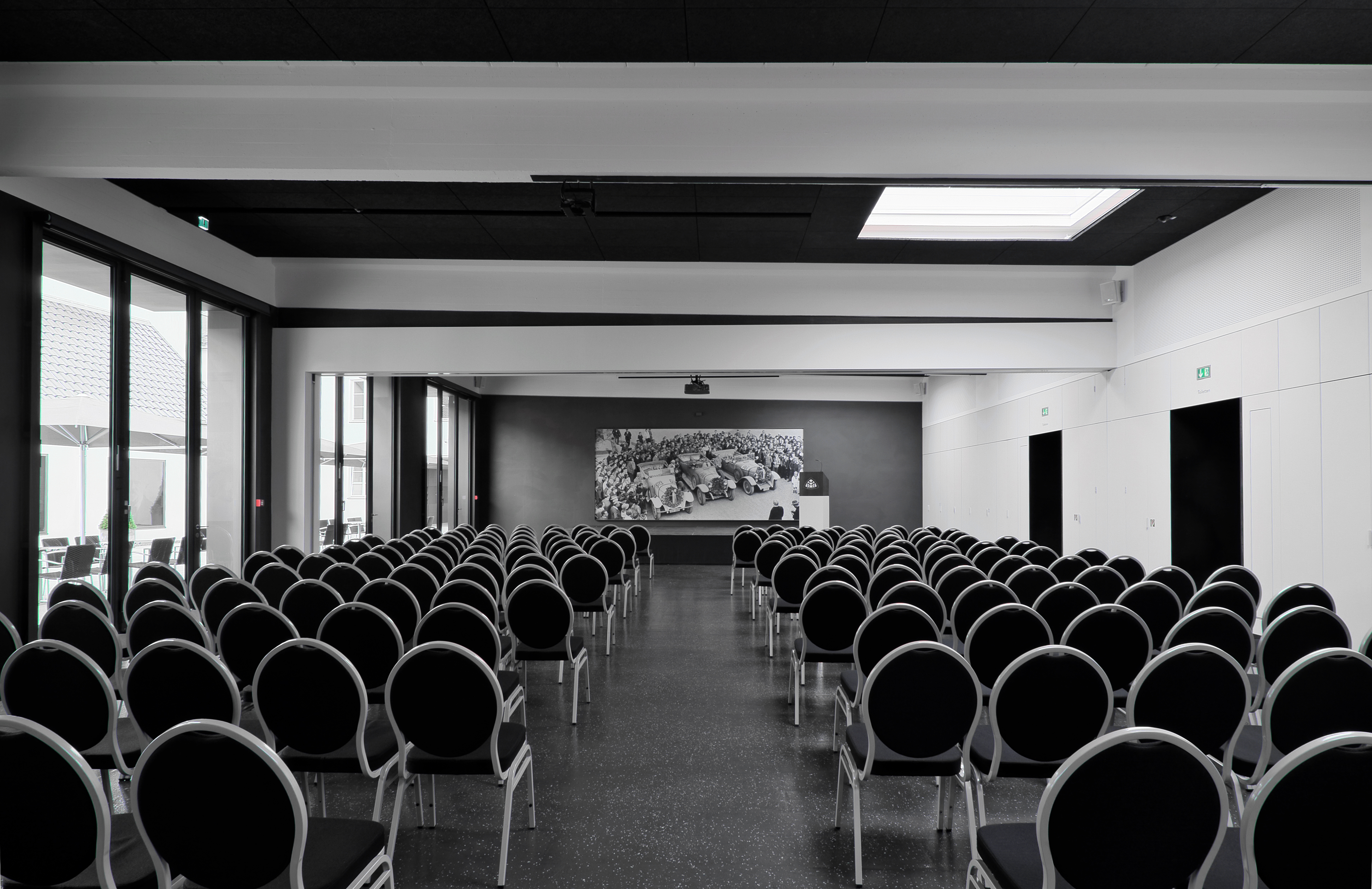
Tagungsräume

## Ausstellungen

### Maybach-Ausstellung
Das Museum ist weltweit das einzige Automobilmuseum, das sich ausschließlich der Marke Maybach widmet. Auf etwa 2500 m² werden zahlreiche Exponate gezeigt. Im Mittelpunkt stehen dabei die 18 Fahrzeuge, die sich in unterschiedlichen Zuständen befinden. Zu den meisten Fahrzeugen gelang es, ihre Besitzer und deren Hintergrundgeschichte zu rekonstruieren. Zusätzlich zur Produktion der Automobile werden dabei auch Marketing, Kundenservice und -bindung in der damaligen Zeit näher beleuchtet. Ein weiterer Teil der Ausstellung befasst sich mit dem Engagement des Unternehmens im Luftschiffbau.

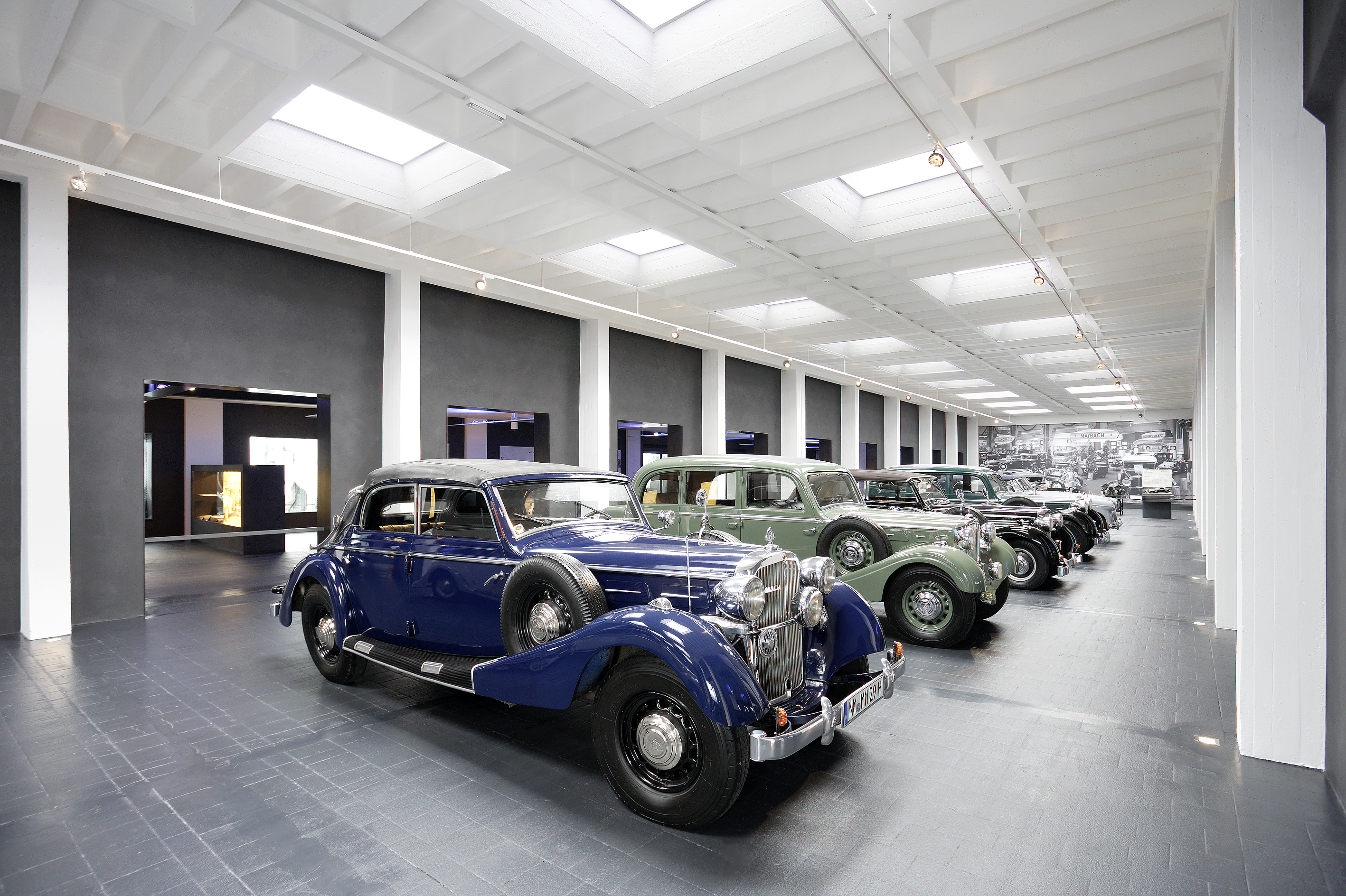
Maybach-Ausstellung

### Express-Ausstellung
Daneben befindet sich eine Sammlung von Fahr- und Motorrädern der Express Werke, die hier von 1884 bis 1959 produziert wurden.

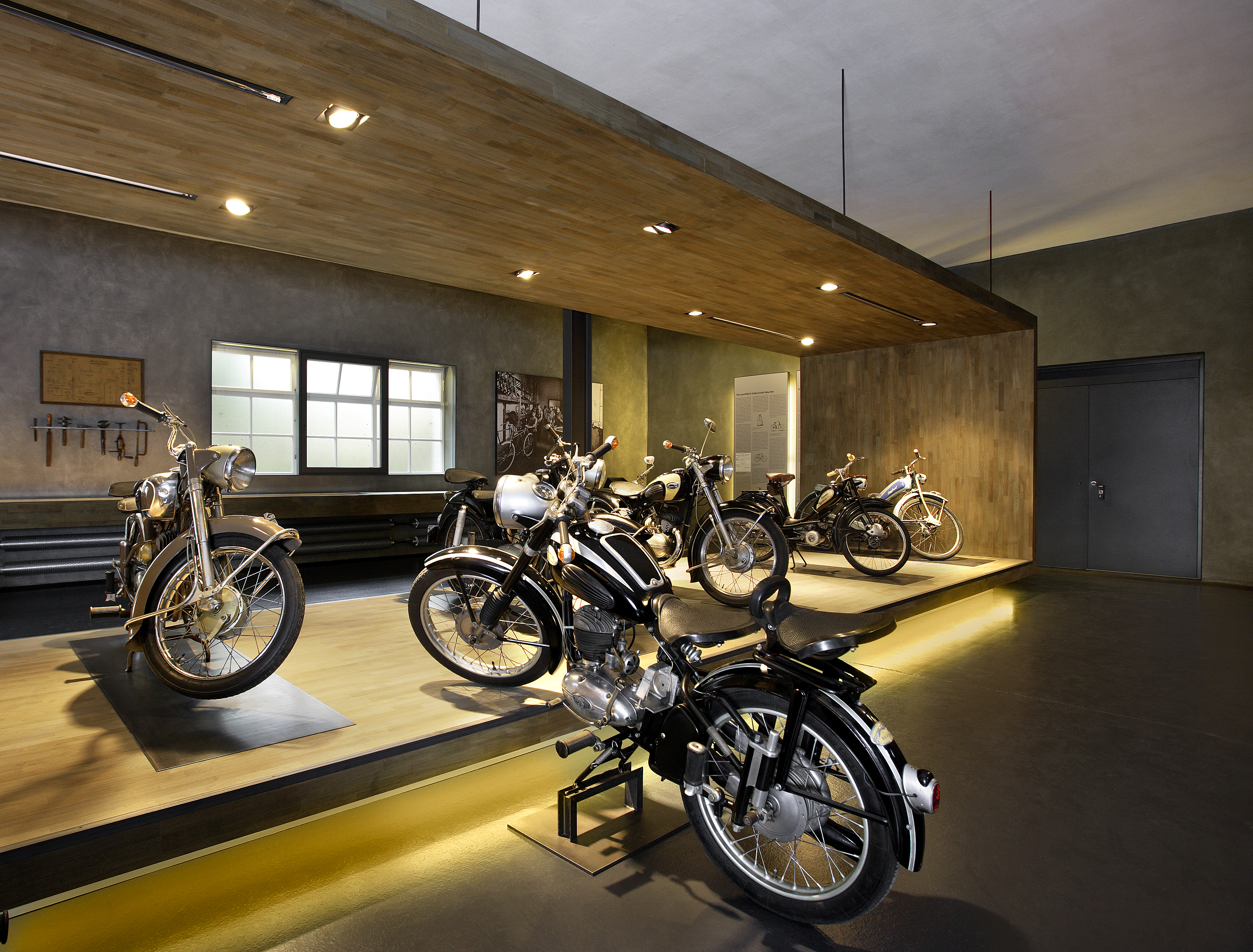
Express-Ausstellung

## Ausgestellte Fahrzeuge und Motoren (Auswahl)
- Mehrere Maybach SW 38, u. a. mit Landaulet-Aufbau von Hermann Spohn
- Maybach Zeppelin DS 8
- Maybach SW 38 Cabriolet (Unikat, hergestellt für Genfer Auto-Salon von 1938 und 2002)
- Dieselmotor für die Bundesbahn-Lokomotive V200
- Dieselmotor für den Leopard 1 Panzer der Motoren- und Turbinen-Union
- Benzinmotoren für Panzer des Zweiten Weltkrieges